# Darius Adams
Darius Adams (* 17. April 1989 in Decatur, Illinois) ist ein US-amerikanischer Basketballspieler. Nach dem Studium in seinem Heimatland wurde Adams 2012 Profi. Nach Stationen in Venezuela, der Dominikanischen Republik, der Ukraine, Frankreich und Deutschland spielt er seit der Saison 2014/15 für SLUC Nancy Basket in Frankreich.

## Karriere
Adams ging zum Studium zunächst an das kleine Community College Lincoln College in seinem heimatlichen US-Bundesstaat. Dort spielte er für die Hochschulmannschaft Lynx in der „National Junior Collegiate Athletic Association“ (NJCAA) und wurde nach zwei Jahren 2009 als einer der landesweit besten Community College-Basketballspieler unter die NJCAA-All-American gewählt. Trotz seiner sportlichen Leistungen bekam er anschließend nur einen Studienplatz an einer University der NCAA Division II, was für einen Sportler, der eine professionelle Karriere anstrebt, im Allgemeinen nicht ausreicht. An der University of Indianapolis spielte er für die Greyhounds von 2009 bis 2011. In seinem letzten Jahr qualifizierte man sich für die landesweite Endrunde der Division II, in der man in der ersten Runde bereits ausschied.
Adams strebte schließlich doch eine Karriere als professioneller Basketballspieler an und unterschrieb 2012 einen ersten Profivertrag bei den Guaiqueríes von der Isla Margarita in Venezuela, wo er zum MVP des All-Star Games der venezolanischen Liga gewählt wurde. Anschließend spielte er noch in der Dominikanischen Republik für die Reales aus La Vega. Im Januar 2013 bekam er schließlich einen Vertrag in der Basketball Superliga Ukraine bei Krywbass Basket aus Krywyj Rih. Nach starken Leistungen wurde er zum Saisonende noch von Loiret Basket aus Orléans in der französischen LNB Pro A verpflichtet, für die er noch vier Meisterschaftseinsätze hatte. Die Mannschaft verpasste jedoch auf dem neunten Platz der Hauptrundentabellen wegen des schlechteren direkten Vergleichs gegenüber JSF Nanterre, die später in den Play-offs den Titel gewannen, die Qualifikation für die Finalrunde um die Meisterschaft.
Für die Basketball-Bundesliga 2013/14 wurde Adams vom deutschen Erstligisten Eisbären aus Bremerhaven verpflichtet. Nach schlechtem Saisonstart konnte die Mannschaft auf dem zwölften Tabellenplatz frühzeitig den Klassenerhalt sicherstellen. Adams war mit 18 Punkten pro Spiel Topscorer der Liga und wurde für seine Leistungen zum Best Offensive Player der Saison gekürt. Nach der Saison 2013/14 wechselte er wieder zurück nach Frankreich zu SLUC Nancy Basket, wo er neben der LNB Pro A im Eurocup 2014/15 antrat und am vierten Spieltag auf Basis seiner Effektivität zum Spieler der Woche ernannt wurde. Zu Weihnachten 2014 wurde sein Wechsel zum baskischen Traditionsverein Saski Laboral Kutxa bekanntgegeben, wo er unter anderem den in die Türkei abgewanderten Franzosen Thomas Heurtel ersetzte und mit dem Adams auch im höchstrangigen europäischen Vereinswettbewerb EuroLeague 2014/15 spielt.

## Erfolge und Auszeichnungen
- BBL Best Offensive Player: Saison 2013/14